# 瀬戸毅
瀬戸 毅（せと たけし、1964年 - ）は、日本の検察官。徳島地方検察庁検事正、広島地方検察庁検事正、法務総合研究所所長などを経て、高松高等検察庁検事長。

## 略歴
東京都出身。1982年福岡県立修猷館高等学校を経て、早稲田大学法学部を卒業。
1989年に東京地方検察庁検事として任官。1998年から2001年にかけて、在ジュネーブ国際機関日本政府代表部一等書記官を務めて以来、法務省の国際関係の仕事が長く、日韓犯罪人引渡し条約の締結交渉や、国際刑事裁判所に加入するための国内立法作業などに携わる。
2017年7月徳島地方検察庁検事正、2018年6月法務総合研究所国連研修協力部長、最高検察庁監察指導部長、2022年4月広島地方検察庁検事正、2023年7月法務総合研究所所長を経て、2024年12月高松高等検察庁検事長に就任。